# Henryk Krzysteczko
Henryk Krzysteczko (ur. 19 lipca 1946 w Rudzie) – polski duchowny katolicki, teolog, profesor nauk teologicznych. Specjalizuje się w teologii pastoralnej.

## Życiorys
W 1972 uzyskał tytuł magistra na Papieskim Wydziale Teologicznym w Krakowie, a 30 marca 1972  przyjął święcenia kapłańskie. Doktorat na podstawie pracy Koncepcja osobowych relacji międzyludzkich wg C. Rogersa i możliwość zastosowania jej w duszpasterstwie w listopadzie obronił w 1978 na Katolickim Uniwersytecie Lubelskim. Pracował jako wikariusz: w Moszczenicy Śląskiej (1972-1976), w Lamprechshausen i Bürmos w diecezji Salzburg (1981-1982) oraz w Rudzie Śląskiej-Kochłowicach (1982-1986). W 1997 ukończył magisterskie studia psychologiczne na Katolickim Uniwersytecie Lubelskim. W 1998 uzyskał habilitację na Akademii Teologii Katolickiej w Warszawie. Tytuł naukowy profesora otrzymał w 2006. Pełni funkcję kierownika Zakładu Katechetyki, Pedagogiki Chrześcijańskiej i Katolickiej Nauki Społecznej Uniwersytetu Śląskiego. W lipcu 2018 roku dekretem metropolity katowickiego abpa Wiktora Skworca został skierowany do posługi w kaplicy św. Brata Alberta w Bardzie

## Ważniejsze publikacje
- Odpowiedzialne rodzicielstwo : w świetle teologii, psychologii i medycyny (wraz z Klaudią Kosmalą 1993),
- Psychologia dla teologów (wraz z Józefem Makselonem 1995),
- Odpowiedzialne rodzicielstwo (wraz z Klaudią Kosmalą 1996,
- Poradnictwo duszpasterskie : teoria i praktyka rogeriańskiego kontaktu pomocnego (1998),
- Psychologiczno-religijne korelaty postaw penitentów wobec spowiedzi : studium teologicznopastoralne (1998),
- Pomoc w dojrzewaniu do miłości, małżeństwa i rodziny : studium teologicznopastoralne (2000),
- Wolontariat w organizacjach pozarządowych na rzecz rodziny w województwie śląskim (2001),
- W małej grupie religijnej : wpływ przynależności do małej grupy religijnej na poczucie uczestnictwa w życiu społecznym : studium pastoralne (2002)